# ベジャイア県
ベジャイア県（アラビア語: ولاية بجاية Béjaïa、カビル語: Vgaiet）は、アルジェリアの県（ウィラーヤ）。県都はベジャイア。絶滅の危機にある霊長類のバーバリーマカクが棲息するグラーヤ国立公園がある。

## 隣接する県
- ジジェル県
- セティフ県
- ボルジ・ブ・アレリジ県
- ブイラ県
- ティジ・ウズー県

## 下位行政区画
19の地区（ダイラ）と52の基礎自治体からなる。